# Star Prairie, Wisconsin
Star Prairie là một làng thuộc quận St. Croix, tiểu bang Wisconsin, Hoa Kỳ. Năm 2006, dân số của làng này là 574 người.